# Konstbiblioteket
Konstbiblioteket är Moderna Museets och Nationalmuseums gemensamma bibliotek. Biblioteket vänder sig till alla konstintresserade, såväl forskare och museianställda som en intresserad allmänhet. 
Biblioteket är ett av Nordens största specialbibliotek inom konst, fotografi och design. Bokbeståndet speglar Moderna Museets och Nationalmuseums samlingar och verksamhet och täcker tidsperioden från renässansen fram till idag.
En stor del av bibliotekets samling utgörs av monografier över konstnärer och fotografer samt utställningskataloger och auktionskataloger. Biblioteket har även stora samlingar med pressklipp. Konstbiblioteket ligger på Skeppsholmen.

## Konstbibliotekets historia och bakgrund
Redan vid flytten in i det nyuppförda Nationalmuseum följde en del enstaka böcker med i flyttlasset. Boksamlingen byggdes sedan upp successivt för att möta de anställdas behov av litteratur i deras arbete med att vetenskapligt bearbeta samlingarna. Böckerna stod utspridda i de olika tjänsterummen och resurser för någon egentlig biblioteksverksamhet fanns inte. Trots detta räknades samlingen snart som en offentlig boksamling. Museets egen personal stod för de flesta lånen, men även andra personer såväl som institutioner kunde låna. Bibliotekets allra första registrerade lån från 10 januari 1879 gjordes av Ludvig Looström, museets dåvarande chef, som lånade Gazette des beaux-arts, decemberhäftet 1878 och lämnade igen det efter en vecka. I september 1889 registrerades det första konstnärslånet som var till Carl Larsson som ville låna John Böttigers ”Hedvig Eleonoras Drottningholm”, kanske inför hans arbete med freskerna i museets trapphall. Georg Göthe, som förestod museets avdelning för måleri och skulptur, utsågs 1892 till den förste ansvarige tjänstemannen för boksamlingen. Det årliga förvärvsanslaget till boksamlingen bestämdes till 100 kr.
Radikala förändringar inträffade först i samband med att Richard Berghs tillträdde som Nationalmuseums chef 1915. Bergh hade, med sin socialt präglade konstsyn, starka konstförmedlande ambitioner och ville göra museets samlingar, inklusive boksamlingen, mer tillgängliga för publiken. Tjänsteman vid museet, Gregor Paulsson, sändes ut i Europa för att studera hur studiesalar och bibliotek bäst skulle ordnas. Han besökte bland annat Berlins Kunstgewerbemuseum som med sin offentliga verksamhet framstod som en förebild.
Våren 1917 utsågs museets första bibliotekarie Karl Wåhlin. Ett hörnrum i museets södra del utsågs till lämplig plats för biblioteket och Bergh och Wåhlin inhämtade råd och synpunkter från Kungl. biblioteket beträffande hur en ny bibliotekslokal borde inredas. Resultatet blev en välgenomtänkt inredning i bonad ek som levererades av Nordiska Kompaniet till ett pris av 23 782 kr år 1918. Biblioteksrummet försågs även efter modernt snitt med elektriskt ljus. Större delen av museets boksamling flyttade in i lokalen och ordnades upp och katalogiserades. Förvärvsanslaget höjdes till 3 000 kr årligen. Biblioteket etablerades som en självständig avdelning inom museet och fick 1923 sitt reglemente och sin instruktion som slår fast att biblioteket i första hand ska vara till för museets tjänsteman och andra museimän och forskare inom konstområdet. Samtidigt öppnar sig biblioteket allt mer för allmänheten. Från 1920-talet och de följande decennierna präglas verksamheten av stora konstbildande insatser vid landets museer.
Karl Wåhlin gick i pension 1930 och efterträddes av Sia Påhlman som 1928 genomgått Kungl. skolöverstyrelsens bibliotekskurs. I övrigt bestod bibliotekspersonalen av i huvudsak frivilliga. 1936 innehöll årsberättelsen för första gången rubriken ”Biblioteket”, vilket kan tolkas som ett erkännande av det faktum att avdelningens resurser blivit tillgängliga för såväl anställda vid museet som externa kunder. Nationalmuseums samlingar av måleri och skulptur delades 1952 till en avdelning för den äldre och en för den moderna konsten. Den moderna avdelningen blev 1958 ett eget museum, Moderna Museet, och Nationalmusei bibliotek blev därmed även Moderna Museets bibliotek. Allteftersom boksamlingen växte fick biblioteket stora utrymmesproblem. Redan när boksamlingen flyttade in i det nya biblioteksrummet 1918 fanns inte något utrymme för tillväxt. Biblioteket expanderade och hade så småningom bokdepåer på flera ställen i museibyggnaden. År 1923 upptog bokbeståndet 355 hyllmeter. 1948 hade det växt till 1300 hyllmeter och år 2000 omfattade samlingen cirka 4 000 hyllmeter. 

## Biblioteket flyttar och byter namn
Nationalmuseums bibliotek flyttade 1984 till större nyrenoverade och nyinredda lokaler i Ostindiefararen, en fastighet på Hovslagargatan bredvid Nationalmuseibyggnaden. Biblioteket bytte nu namn till Konstbiblioteket, vilket var en anpassning både till rollen som två museers bibliotek och till önskemål om ett namn som bättre beskrev bibliotekets innehåll. Under året genomfördes bibliotekets övergång till Libris, de svenska forskningsbibliotekens databas, där biblioteket än idag registrerar förvärvade titlar och hanterar fjärrlån.
År 2005 lämnade Nationalmuseum Ostindiefararen och biblioteket fick därför tillfälligt lokaliseras i en flygel till Armémuseum. Nästan 4 000 hyllmeter, 90 % av samlingarna, placerades i fjärrmagasin. Vid denna tid fick biblioteket sin egen bibliotekskatalog vilket förenklade lånehanteringen. Den gamla kortkatalogen skannades in och finns nu sökbar digitalt. Under tiden letade Statens Fastighetsverk på museets uppdrag efter en lämplig permanent lokal. Valet föll på Gamla Sjökarteverket (Hus 21) på Skeppsholmen, med ett utmärkt läge mitt emellan bibliotekets båda uppdragsgivare Nationalmuseum och Moderna Museet. Biblioteket flyttade in där i nyinredda lokaler i april 2008 och kunde även återföra cirka 25 % av samlingen till närmagasin i huset.

## Det nya Konstbiblioteket – specialbibliotek för konst, fotografi och design
skapades 1 juli 2013 genom att Fotografibiblioteket vid Moderna Museet och Konstbiblioteket vid Nationalmuseum slogs samman till ett bibliotek. Nationalmuseum är huvudman för biblioteket, men verksamheten finansieras och drivs av Nationalmuseum och Moderna Museet gemensamt. 
Bibliotekets samling omfattar idag ca 5000 hyllmeter och över två miljoner pressklipp. Konstbiblioteket är ett referensbibliotek och har inte hemlån för externa besökare. Framtaget material läses i bibliotekets läsesal. Ca 75 % av samlingen förvaras i fjärrmagasin och material därifrån hämtas två gånger i veckan.